# Mymar pulchellum
Mymar pulchellum är en stekelart som beskrevs av Curtis 1832. Mymar pulchellum ingår i släktet Mymar och familjen dvärgsteklar. Arten är reproducerande i Sverige. Inga underarter finns listade i Catalogue of Life.

## Bildgalleri

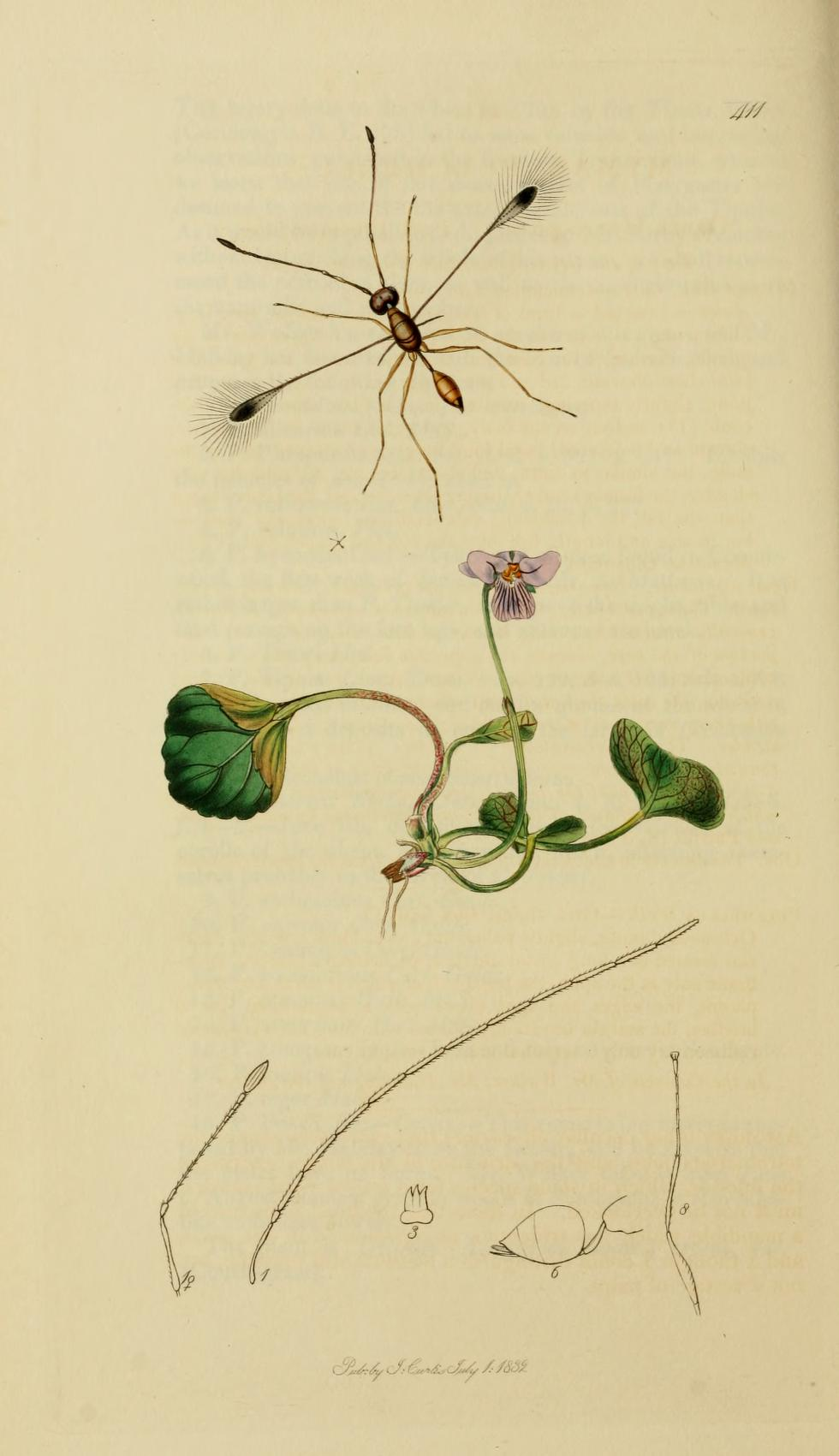
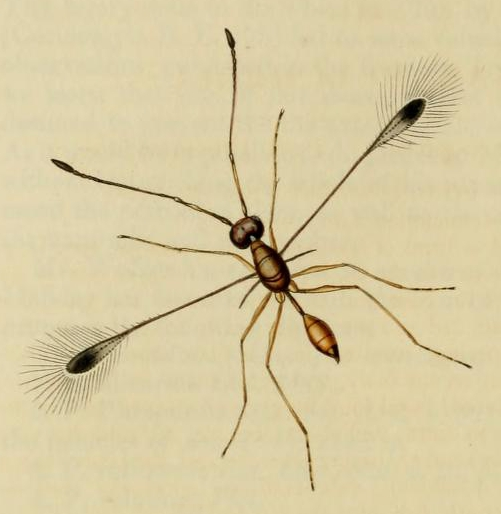